# Stay Gold (bài hát của BTS)
"Stay Gold" là một bài hát của nhóm nhạc nam Hàn Quốc BTS cho nhạc phim của bộ phim truyền hình Nhật Bản dài tập của TV Tokyo, Spiral Labyrinth – DNA Forensic Investigation. Nó cũng là bài hát chủ đề trong album phòng thu tiếng Nhật thứ tư của nhóm, Map of the Soul: 7 – The Journey (2020). Bài hát được sản xuất bởi UTA, người đồng sáng tác với Sunny Boy, Melanie Fontana, Michel Schulz, JUN, and KM-MARKIT. Nó đã được phát hành trước dưới dạng đĩa đơn kỹ thuật số vào ngày 19 tháng 6 năm 2020 như một phần trước khi ra mắt album.

## Bối cảnh và phát hành
Vào ngày 26 tháng 3, Billboard Japan đã báo cáo rằng một bài hát mới của BTS có tên "Stay Gold" đã được chọn làm bài hát chủ đề cho bộ phim truyền hình Nhật Bản sắp tới, Spiral Labyrinth–DNA Forensic Investigation (Rasen no Meikyū–DNA Kagaku Sōsa) — nó sẽ là bài hát chủ đề phim truyền hình Nhật Bản đầu tiên của nhóm sau 2 năm kể từ "Don't Leave Me" cho bộ phim Signal năm 2018 của Fuji TV. Billboard đã mô tả bài hát là một "bài hát tươi sáng với ca từ biểu cảm mà bất cứ ai cũng có thể dễ dàng liên tưởng đến", và tuyên bố nó sẽ là một phần của album mới của BTS phát hành vào mùa hè. Ban đầu dự kiến sẽ phát sóng trên TV Tokyo vào tháng 4, quá trình quay phim cho bộ phim đã bị tạm dừng do đại dịch COVID-19 ở Nhật Bản và việc phát hành bài hát đã bị trì hoãn.
Vào tháng 5, Big Hit Entertainment chính thức thông báo rằng việc phát hành album phòng thu tiếng Nhật thứ tư của BTS được ấn định vào tháng 7 — "Stay Gold" đã được đưa vào danh sách bài hát cuối cùng với tư cách là bài hát chủ đề và sẽ được phát hành dưới dạng kỹ thuật số trước khi album được phát hành.

## Bảng xếp hạng
| Bảng xếp hạng (2020)                    | Vị trí cao nhất |
| --------------------------------------- | --------------- |
| Châu Âu Digital Song Sales (Billboard)  | 10              |
| Hungary (Single Top 40)                 | 3               |
| Japan (Japan Hot 100)                   | 12              |
| Japan (Oricon)                          | 12              |
| Malaysia (RIM)                          | 3               |
| US Bubbling Under Hot 100 (Billboard)   | 9               |
| US Digital Songs (Billboard)            | 6               |
| US World Digital Song Sales (Billboard) | 1               |

| Bảng xếp hạng (2020)  | Vị trí |
| --------------------- | ------ |
| Japan (Japan Hot 100) | 56     |

## Chứng nhận và doanh số
| Quốc gia                                      | Chứng nhận | Số đơn vị/doanh số chứng nhận |
| --------------------------------------------- | ---------- | ----------------------------- |
| Japan                                         | —          | 24,651                        |
| United States                                 | —          | 10,000^                       |
| Lượt phát trực tuyến                          |            |                               |
| Nhật Bản (RIAJ)                               | Bạch kim   | 100.000.000                   |
| Chứng nhận dựa theo doanh số phát trực tuyến. |            |                               |

## Lịch sử phát hành
| Quốc gia | Ngày             | Định dạng                       | Hãng đĩa     | Nguồn  |
| -------- | ---------------- | ------------------------------- | ------------ | ------ |
| Toàn cầu | 19 tháng 6, 2020 | Tải kỹ thuật số phát trực tuyến | Virgin Music | [ 16 ] |
| Ý        | 8 tháng 8, 2020  | Đài phát thanh hit đương đại    | Universal    | [ 17 ] |